# Selección de baloncesto de Islas Vírgenes de Estados Unidos
La selección de baloncesto de Islas Vírgenes Estadounidenses es el equipo formado por jugadores de nacionalidad virgenense estadounidense que representa a la Federación de Baloncesto de Islas Vírgenes en las competiciones internacionales organizadas por la Federación Internacional de Baloncesto (FIBA) o el Comité Olímpico Internacional (COI): los Juegos Olímpicos, la Copa Mundial de Baloncesto y el Campeonato FIBA Américas.

## Plantilla
- Lista de jugadores convocados que disputaron el Torneo de Preclasificación Olímpica FIBA 2023.[1]

| Islas Vírgenes Estadounidenses | Islas Vírgenes Estadounidenses | Islas Vírgenes Estadounidenses | Islas Vírgenes Estadounidenses | Islas Vírgenes Estadounidenses | Islas Vírgenes Estadounidenses |
| Num                            | Jugador                        | Pos                            | Altura                         | Edad                           | Equipo                         |
| ------------------------------ | ------------------------------ | ------------------------------ | ------------------------------ | ------------------------------ | ------------------------------ |
| 0                              | Amir Nesbitt                   | B                              | 1,82 m                         | 22                             | Hampton University             |
| 4                              | Jahmai Jones                   | B                              | 1,75 m                         | 20                             | BWB Team 3 Men                 |
| 5                              | Jahsean Corbett                | A                              | 1,98 m                         | 21                             | Chicago State University       |
| 6                              | Miguel Arnold                  | B                              | 1,78 m                         | 24                             | Augusta University             |
| 7                              | Shaquan Jules                  | AP                             | 2,01 m                         | 23                             | Radford University             |
| 8                              | Brandon Rasmussen              | E                              | 1,93 m                         | 20                             | University of North Florida    |
| 10                             | LaRon Smith                    | P                              | 2,05 m                         | 29                             | Afanion CB Almansa             |
| 11                             | Xavier Richards                | B                              | 1,88 m                         | 30                             | Team Pajulahti                 |
| 13                             | Guy Ragland                    | AP                             | 2,06 m                         | 21                             | Cornell University             |
| 14                             | Romani Hansen                  | AP                             | 2,03 m                         | 26                             | US Heffingen                   |
| 20                             | Miguel López Jr.               | AP                             | 1,93 m                         | 23                             | Whitworth University           |
| 22                             | Earl Baker                     | B                              | 1,80 m                         | 23                             | Slippery Rock University       |
| Entrenador: Edniesha Curry     |                                |                                |                                |                                |                                |

## Partidos

### Próximos encuentros
| Fecha                | Ciudad       | Competición                               | Local                          |                                                 | Resultado |                                                 | Visitante                      |
| -------------------- | ------------ | ----------------------------------------- | ------------------------------ | ----------------------------------------------- | --------- | ----------------------------------------------- | ------------------------------ |
| 23 de junio de 2023  | Managua      | Clasificatorio AmeriCup 2025              | Cuba                           | Bandera de Cuba                                 | 72:63     | Bandera de Islas Vírgenes de los Estados Unidos | Islas Vírgenes Estadounidenses |
| 24 de junio de 2023  | Managua      | Clasificatorio AmeriCup 2025              | Islas Vírgenes Estadounidenses | Bandera de Islas Vírgenes de los Estados Unidos | 67:75     | Bandera de Nicaragua                            | Nicaragua                      |
| 25 de junio de 2023  | Managua      | Clasificatorio AmeriCup 2025              | Antigua y Barbuda              | Bandera de Antigua y Barbuda                    | 54:63     | Bandera de Islas Vírgenes de los Estados Unidos | Islas Vírgenes Estadounidenses |
| 1 de julio de 2023   | San Salvador | Juegos Centroamericanos y del Caribe 2023 | Islas Vírgenes Estadounidenses | Bandera de Islas Vírgenes de los Estados Unidos | 62:82     | Bandera de la República Dominicana              | República Dominicana           |
| 2 de julio de 2023   | San Salvador | Juegos Centroamericanos y del Caribe 2023 | Bahamas                        | Bandera de Bahamas                              | 0:20      | Bandera de Islas Vírgenes de los Estados Unidos | Islas Vírgenes Estadounidenses |
| 3 de julio de 2023   | San Salvador | Juegos Centroamericanos y del Caribe 2023 | Islas Vírgenes Estadounidenses | Bandera de Islas Vírgenes de los Estados Unidos | 76:83     | Bandera de Nicaragua                            | Nicaragua                      |
| 4 de julio de 2023   | San Salvador | Juegos Centroamericanos y del Caribe 2023 | Islas Vírgenes Estadounidenses | Bandera de Islas Vírgenes de los Estados Unidos | 60:66     | Bandera de El Salvador                          | El Salvador                    |
| 14 de agosto de 2023 | La Banda     | Preclasificatorio Olímpico 2023           | Islas Vírgenes Estadounidenses | Bandera de Islas Vírgenes de los Estados Unidos | 61:62     | Bandera de Chile                                | Chile                          |
| 15 de agosto de 2023 | La Banda     | Preclasificatorio Olímpico 2023           | Colombia                       | Bandera de Colombia                             | 97:74     | Bandera de Islas Vírgenes de los Estados Unidos | Islas Vírgenes Estadounidenses |
| 17 de agosto de 2023 | La Banda     | Preclasificatorio Olímpico 2023           | Uruguay                        | Bandera de Uruguay                              | 65:69     | Bandera de Islas Vírgenes de los Estados Unidos | Islas Vírgenes Estadounidenses |

## Historial

### Copa Mundial
Resultado General: No ocupa puesto
| Copa Mundial de Baloncesto |
| --- |
| - 1950: No calificó - 1954: No calificó - 1959: No calificó - 1963: No calificó - 1967: No calificó - 1970: No calificó - 1974: No calificó - 1978: No calificó - 1982: No calificó - 1986: No calificó - 1990: No calificó - 1994: No calificó - 1998: No calificó - 2002: No calificó - 2006: No calificó - 2010: No calificó - 2014: No calificó - 2019: No calificó - 2023: No calificó - 2027: TBD |

### Juegos Olímpicos
| Baloncesto en los Juegos Olímpicos |
| --- |
| - Berlín 1936: No calificó - Londres 1948: No calificó - Helsinki 1952: No calificó - Melbourne 1956: No calificó - Roma 1960: No calificó - Tokio 1964: No calificó - México 1968: No calificó - Múnich 1972: No calificó - Montreal 1976: No calificó - Moscú 1980: No calificó - Los Ángeles 1984: No calificó - Seúl 1988: No calificó - Barcelona 1992: No calificó - Atlanta 1996: No calificó - Sídney 2000: No calificó - Atenas 2004: No calificó - Pekín 2008: No calificó - Londres 2012: No calificó - Río 2016: No calificó - Tokio 2020: No calificó - París 2024: No calificó |

### Campeonato FIBA Américas
| - 1980: No calificó - 1984: No calificó - 1988: No calificó - 1989: No calificó - 1992: No calificó - 1993: No calificó - 1995: No calificó - 1997: No calificó - 1999: No calificó - 2001: 7° Lugar - 2003: 10° Lugar - 2005: No calificó - 2007: 10° Lugar - 2009: 10° Lugar - 2011: No calificó - 2013: No calificó - 2015: No calificó - 2017: 4° Lugar - 2022: 12° Lugar - 2025: ? |

### Centrobasket
| - 1965: 5° Lugar - 1967: - 1969: No calificó - 1971: No calificó - 1973: 6° Lugar - 1975: 5° Lugar - 1977: No calificó - 1981: 7° Lugar - 1985: 5° Lugar - 1987: No calificó - 1989: 6° Lugar - 1991: No calificó - 1993: 6° Lugar - 1995: No calificó - 1997: 5° Lugar - 1999: 6° Lugar - 2001: 4° Lugar - 2003: 4° Lugar - 2004: No calificó - 2006: - 2008: - 2010: 9° Lugar - 2012: 7° Lugar - 2014: 6° Lugar - 2016: 5° Lugar |

### Juegos Panamericanos
| Juegos Panamericanos | Juegos Panamericanos | Juegos Panamericanos | Juegos Panamericanos | Juegos Panamericanos | Juegos Panamericanos |
| -------------------- | -------------------- | -------------------- | -------------------- | -------------------- | -------------------- |
| - 1951: No calificó  |                      | - 1979: 10° Lugar    |                      | - 2007: 8° Lugar     |                      |
| - 1955: No calificó  |                      | - 1983: No calificó  |                      | - 2011: No calificó  |                      |
| - 1959: No calificó  |                      | - 1987: 10° Lugar    |                      | - 2015: No calificó  |                      |
| - 1963: No calificó  |                      | - 1991: No calificó  |                      | - 2019: 8° Lugar     |                      |
| - 1967: No calificó  |                      | - 1995: No calificó  |                      | - 2023: No calificó  |                      |
| - 1971: 11° Lugar    |                      | - 1999: No calificó  |                      | - 2027: ?            |                      |
| - 1975: 10° Lugar    |                      | - 2003: No calificó  |                      |                      |                      |

## Palmarés
- Centrobasket:
  -  Subcampeón (2): 2006, 2008
  -  Tercer lugar (1): 1967

- Campeonato CBC:
  -   Campeón (3): 2002, 2011, 2015
  -  Subcampeón (2): 2000, 2006
  -  Tercer lugar (1): 2014